# Pallavolo ai XIX Giochi del Mediterraneo - Torneo maschile
Il torneo maschile di pallavolo ai XIX Giochi del Mediterraneo si è svolto dal 26 giugno al 4 luglio 2022 a Bir El Djir e Orano, in Algeria, durante i XIX Giochi del Mediterraneo: al torneo hanno partecipato undici squadre nazionali di stati che si affacciano sul mar Mediterraneo e la vittoria finale è andata per la prima volta alla Croazia.

## Impianti
|                                                                     |                                                                                      |  |
|                                                                     |                                                                                      |  |
| Salle Bir El Djir Città: Bir El Djir Capienza: - Anno d'apertura: - | Palais des Sports Hamou Boutlélis Città: Orano Capienza: 5 000 Anno d'apertura: 1960 |  |

## Regolamento

### Formula
La formula ha previsto:
- Fase a gironi, disputata con girone all'italiana: le prime due classificate di ogni girone e le due migliori terze classificate hanno acceduto alla fase finale per il primo posto.
- Fase finale per il primo posto, disputata con quarti di finale, semifinali, finale per il terzo posto e finale, giocate con gara unica. Le quattro sconfitte ai quarti di finale hanno acceduto alla fase finale per il quinto posto.
- Fase finale per il quinto posto, disputata con semifinali, finale per il settimo posto e finale per il quinto posto, giocate con gara unica.

### Criteri di classifica
Se il risultato finale è stato di 3-0 o 3-1 sono stati assegnati 3 punti alla squadra vincente e 0 a quella sconfitta, se il risultato finale è stato di 3-2 sono stati assegnati 2 punti alla squadra vincente e 1 a quella sconfitta.
L'ordine del posizionamento in classifica è stato definito in base a:
- Numero di partite vinte;
- Punti;
- Ratio dei set vinti/persi;
- Ratio dei punti realizzati/subiti;
- Risultati degli scontri diretti.

## Squadre partecipanti
| Squadra            | Qualificazione      | Ultima partecipazione |
| ------------------ | ------------------- | --------------------- |
| Algeria            | Paese organizzatore | Terragona 2018        |
| Croazia            | Wild card           | Terragona 2018        |
| Egitto             | Wild card           | Terragona 2018        |
| Francia            | Wild card           | Terragona 2018        |
| Grecia             | Wild card           | Terragona 2018        |
| Italia             | Wild card           | Terragona 2018        |
| Macedonia del Nord | Wild card           | Terragona 2018        |
| Serbia             | Wild card           | Almería 2005          |
| Spagna             | Wild card           | Terragona 2018        |
| Tunisia            | Wild card           | Terragona 2018        |
| Turchia            | Wild card           | Terragona 2018        |

## Torneo

### Fase a gironi
| Girone A           | Girone B | Girone C |
| ------------------ | -------- | -------- |
| Egitto             | Algeria  | Croazia  |
| Italia             | Francia  | Serbia   |
| Macedonia del Nord | Grecia   | Spagna   |
| -                  | Turchia  | Tunisia  |

#### Girone A

##### Risultati
| 26 giugno 2022 Palais des Sports Hamou Boutlélis, Orano Durata: 1h:12 - Spettatori: ?   | Egitto             | 0 - 3 | Italia             | 14-25, 20-25, 20-25 |
| 27 giugno 2022 Palais des Sports Hamou Boutlélis, Orano Durata: 1h:17 - Spettatori: 400 | Macedonia del Nord | 0 - 3 | Egitto             | 23-25, 23-25, 20-25 |
| 28 giugno 2022 Palais des Sports Hamou Boutlélis, Orano Durata: 1h:10 - Spettatori: 400 | Italia             | 3 - 0 | Macedonia del Nord | 25-19, 25-16, 25-23 |

##### Classifica
| Pos. | Squadra            | Pt | G | V | P | SV | SP | Ratio | PF  | PS  | Ratio |
| ---- | ------------------ | -- | - | - | - | -- | -- | ----- | --- | --- | ----- |
| 1.   | Italia             | 6  | 2 | 2 | 0 | 6  | 0  | MAX   | 150 | 112 | 1,339 |
| 2.   | Egitto             | 3  | 2 | 1 | 2 | 3  | 3  | 1,000 | 129 | 141 | 0,914 |
| 3.   | Macedonia del Nord | 0  | 2 | 0 | 1 | 0  | 6  | 0,000 | 124 | 150 | 0,826 |

      Qualificata ai quarti di finale.

#### Girone B

##### Risultati
| 26 giugno 2022 Palais des Sports Hamou Boutlélis, Orano Durata: 1h:28 - Spettatori: 2 500 | Turchia | 3 - 0 | Algeria | 25-22, 25-23, 25-23               |
| 26 giugno 2022 Palais des Sports Hamou Boutlélis, Orano Durata: 2h:18 - Spettatori: 400   | Francia | 3 - 2 | Grecia  | 30-28, 22-25, 20-25, 25-19, 18-16 |
| 27 giugno 2022 Palais des Sports Hamou Boutlélis, Orano Durata: 1h:08 - Spettatori: 3 800 | Algeria | 0 - 3 | Francia | 18-25, 18-25, 16-25               |
| 27 giugno 2022 Palais des Sports Hamou Boutlélis, Orano Durata: 2h:10 - Spettatori: 400   | Grecia  | 3 - 2 | Turchia | 25-23, 22-25, 25-8, 23-25, 15-13  |
| 28 giugno 2022 Palais des Sports Hamou Boutlélis, Orano Durata: 1h:33 - Spettatori: 4 500 | Grecia  | 0 - 3 | Algeria | 24-26, 20-25, 19-25               |
| 28 giugno 2022 Palais des Sports Hamou Boutlélis, Orano Durata: 1h:21 - Spettatori: 1 000 | Turchia | 0 - 3 | Francia | 21-25, 22-25, 18-25               |

##### Classifica
| Pos. | Squadra | Pt | G | V | P | SV | SP | Ratio | PF  | PS  | Ratio |
| ---- | ------- | -- | - | - | - | -- | -- | ----- | --- | --- | ----- |
| 1.   | Francia | 8  | 3 | 3 | 0 | 9  | 2  | 4,500 | 265 | 226 | 1,172 |
| 2.   | Turchia | 4  | 3 | 1 | 2 | 5  | 6  | 0,833 | 230 | 253 | 0,909 |
| 3.   | Grecia  | 3  | 3 | 1 | 2 | 5  | 8  | 0,625 | 286 | 285 | 1,003 |
| 4.   | Algeria | 3  | 3 | 1 | 2 | 3  | 6  |       | 156 | 213 |       |

      Qualificata ai quarti di finale.

#### Girone C

##### Risultati
| 26 giugno 2022 Palais des Sports Hamou Boutlélis, Orano Durata: 1h:21 - Spettatori: ?     | Tunisia | 3 - 0 | Serbia  | 25-22, 25-15, 25-20               |
| 26 giugno 2022 Palais des Sports Hamou Boutlélis, Orano Durata: 2h:02 - Spettatori: 1 000 | Croazia | 3 - 1 | Spagna  | 27-25, 25-23, 22-25, 28-26        |
| 27 giugno 2022 Palais des Sports Hamou Boutlélis, Orano Durata: 1h:26 - Spettatori: 400   | Serbia  | 0 - 3 | Croazia | 20-25, 19-25, 28-30               |
| 27 giugno 2022 Palais des Sports Hamou Boutlélis, Orano Durata: 1h:15 - Spettatori: 1 000 | Spagna  | 3 - 0 | Tunisia | 25-17, 25-17, 25-22               |
| 28 giugno 2022 Palais des Sports Hamou Boutlélis, Orano Durata: 2h:24 - Spettatori: 500   | Spagna  | 3 - 2 | Serbia  | 22-25, 25-19, 23-25, 25-23, 19-17 |
| 28 giugno 2022 Palais des Sports Hamou Boutlélis, Orano Durata: 2h:23 - Spettatori: 2 800 | Tunisia | 3 - 2 | Croazia | 22-25, 25-21, 20-25, 25-19, 23-21 |

##### Classifica
| Pos. | Squadra | Pt | G | V | P | SV | SP | Ratio | PF  | PS  | Ratio |
| ---- | ------- | -- | - | - | - | -- | -- | ----- | --- | --- | ----- |
| 1.   | Croazia | 7  | 3 | 2 | 1 | 8  | 4  | 2,000 | 272 | 281 | 0,967 |
| 2.   | Spagna  | 5  | 3 | 2 | 1 | 7  | 5  | 1,400 | 288 | 250 | 1,152 |
| 3.   | Tunisia | 5  | 3 | 2 | 1 | 6  | 5  | 1,200 | 246 | 222 | 1,108 |
| 4.   | Serbia  | 1  | 3 | 0 | 3 | 2  | 9  | 0,222 | 216 | 269 | 0,802 |

      Qualificata ai quarti di finale.

### Finali 1º e 3º posto
|  | Quarti di finale | Quarti di finale | Quarti di finale |  |    | Semifinali | Semifinali | Semifinali |                 |                 | Finale          | Finale | Finale |
|  |                  |                  |                  |  |    |            |            |            |                 |                 |                 |        |        |
|  | 1A               | Italia           | 3                |  |    |            |            |            |                 |                 |                 |        |        |
|  | 1A               | Italia           | 3                |  |    |            |            |            |                 |                 |                 |        |        |
|  | 2B               | Turchia          | 0                |  |    |            |            |            |                 |                 |                 |        |        |
|  | 2B               | Turchia          | 0                |  | 1A | Italia     | 1          |            |                 |                 |                 |        |        |
|  |                  |                  |                  |  | 1A | Italia     | 1          |            |                 |                 |                 |        |        |
|  |                  |                  |                  |  |    | 1C         | Croazia    | 3          |                 |                 |                 |        |        |
|  | 1C               | Croazia          | 3                |  |    | 1C         | Croazia    | 3          |                 |                 |                 |        |        |
|  | 1C               | Croazia          | 3                |  |    |            |            |            |                 |                 |                 |        |        |
|  | 3B               | Grecia           | 0                |  |    |            |            |            |                 |                 |                 |        |        |
|  | 3B               | Grecia           | 0                |  |    |            |            |            |                 | 1C              | Croazia         | 3      |        |
|  |                  |                  |                  |  |    |            |            |            |                 | 1C              | Croazia         | 3      |        |
|  |                  |                  |                  |  |    |            |            |            |                 |                 | 2C              | Spagna | 0      |
|  | 2A               | Egitto           | 2                |  |    |            |            |            |                 |                 | 2C              | Spagna | 0      |
|  | 2A               | Egitto           | 2                |  |    |            |            |            |                 |                 |                 |        |        |
|  | 2C               | Spagna           | 3                |  |    |            |            |            |                 |                 |                 |        |        |
|  | 2C               | Spagna           | 3                |  | 2C | Spagna     | 3          |            | Finale 3° posto | Finale 3° posto | Finale 3° posto |        |        |
|  |                  |                  |                  |  | 2C | Spagna     | 3          |            |                 |                 |                 |        |        |
|  |                  |                  |                  |  |    | 1B         | Francia    | 0          |                 |                 | 1A              | Italia | 3      |
|  | 1B               | Francia          | 3                |  |    |            | Francia    | 0          |                 |                 | 1A              | Italia | 3      |
|  | 1B               | Francia          | 3                |  |    |            |            |            |                 | 1B              | Francia         | 1      |        |
|  | 3C               | Tunisia          | 1                |  |    |            |            |            |                 |                 | Francia         | 1      |        |
|  | 3C               | Tunisia          | 1                |  |    |            |            |            |                 |                 |                 |        |        |

#### Quarti di finale
| 30 luglio 2022 Palais des Sports Hamou Boutlélis, Orano Durata: 1h:07 - Spettatori: 400   | Italia  | 3 - 0 | Turchia | 25-15, 25-16, 25-15        |
| 30 luglio 2022 Palais des Sports Hamou Boutlélis, Orano Durata: 2h:19 - Spettatori: 500   | Egitto  | 2 - 3 | Spagna  | 21-25, 25-18, 22-25, 9-15  |
| 30 luglio 2022 Palais des Sports Hamou Boutlélis, Orano Durata: 1h:54 - Spettatori: 3 000 | Francia | 3 - 1 | Tunisia | 26-28, 25-20, 25-17, 25-23 |
| 30 luglio 2022 Palais des Sports Hamou Boutlélis, Orano Durata: 1h:19 - Spettatori: 2 000 | Croazia | 3 - 0 | Grecia  | 25-19, 25-19, 25-22        |

#### Semifinali
| 2 luglio 2022 Palais des Sports Hamou Boutlélis, Orano Durata: 2h:18 - Spettatori: 2 500 | Italia | 1 - 3 | Croazia | 24-26, 22-25, 25-21, 24-26 |
| 2 luglio 2022 Palais des Sports Hamou Boutlélis, Orano Durata: 1h:28 - Spettatori: 2 500 | Spagna | 3 - 0 | Francia | 25-21, 25-22, 25-22        |

#### Finale 3º posto
| 4 luglio 2022 Palais des Sports Hamou Boutlélis, Orano Durata: 1h:47 - Spettatori: 1 200 | Italia | 3 - 1 | Francia | 22-25, 25-20, 25-15, 31-29 |

#### Finale
| 4 luglio 2022 Palais des Sports Hamou Boutlélis, Orano Durata: 1h:32 - Spettatori: 3 000 | Croazia | 3 - 0 | Spagna | 25-22, 30-28, 25-20 |

### Finali 5º e 7º posto
|  | Semifinali | Semifinali | Semifinali |                 |    | Finale 5º posto | Finale 5º posto | Finale 5º posto |
|  |            |            |            |                 |    |                 |                 |                 |
|  | 2B         | Turchia    | 3          |                 |    |                 |                 |                 |
|  | 2B         | Turchia    | 3          |                 |    |                 |                 |                 |
|  | 3B         | Grecia     | 1          |                 |    |                 |                 |                 |
|  | 3B         | Grecia     | 1          |                 | 2B | Turchia         | 3               |                 |
|  |            |            |            |                 | 2B | Turchia         | 3               |                 |
|  |            |            |            |                 |    | 3C              | Tunisia         | 1               |
|  | 2B         | Egitto     | 1          |                 |    | 3C              | Tunisia         | 1               |
|  | 2B         | Egitto     | 1          |                 |    |                 |                 |                 |
|  | 3C         | Tunisia    | 3          |                 |    |                 |                 |                 |
|  | 3C         | Tunisia    | 3          | Finale 7º posto |    |                 |                 |                 |
|  |            |            |            |                 |    |                 |                 |                 |
|  |            |            |            |                 |    | 3B              | Grecia          | 3               |
|  |            |            |            |                 |    | 3B              | Grecia          | 3               |
|  |            |            |            |                 |    | 2B              | Egitto          | 1               |

#### Semifinali
| 1º luglio 2022 Salle Bir El Djir, Bir El Djir Durata: 1h:36 - Spettatori: 400 | Turchia | 3 - 1 | Grecia  | 25-19, 25-15, 21-25, 25-21 |
| 1º luglio 2022 Salle Bir El Djir, Bir El Djir Durata: 1h:56 - Spettatori: 800 | Egitto  | 1 - 3 | Tunisia | 27-25, 22-25, 18-25, 23-25 |

#### Finale 7º posto
| 2 luglio 2022 Salle Bir El Djir, Bir El Djir Durata: 1h:57 - Spettatori: 80 | Grecia | 3 - 1 | Egitto | 25-21, 23-25, 25-23, 25-22 |

#### Finale 5º posto
| 2 luglio 2022 Salle Bir El Djir, Bir El Djir Durata: 1h:45 - Spettatori: 600 | Turchia | 3 - 1 | Tunisia | 25-23, 21-25, 25-19, 25-22 |

## Classifica finale
| Pos | Squadra            | Rosa |
| --- | ------------------ | --- |
|     | Croazia            | Formazione: 1 Višić, 3 Perić, 4 Nikačević, 6 Bakonji, 7 Sedlaček, 9 Hanžič, 10 Šestan, 11 Đirlić, 13 Pervan, 14 Mitrašinović, 17 Mihalj, 19 Zeljković, CT: Énard                                    |
|     | Spagna             | Formazione: 1 Iribarne, 3 Rodríguez, 6 Ruiz, 7 Ramón, 8 Larrañaga, 12 Diedhiou, 15 Giménez, 16 Villena, 20 Gimeno, 21 Martín, 24 López, 77 de Amo, CT: Rivera                                       |
|     | Italia             | Formazione: 2 Ferrato, 3 Recine, 4 Crosato, 8 Pol, 10 Falaschi, 11 Gardini, 14 Magalini, 15 Di Martino, 18 Gironi, 21 Schiro, 23 Catania, 25 Vitelli, CT: Fanizza                                   |
| 4.  | Francia            | Formazione: 1 Motta Paes, 2 Ramon, 3 Nevot, 6 Lawani, 7 Panou, 8 Rebeyrol, 9 Bašič, 10 Faure, 11 Pothron, 12 Kaba, 13 Gueye, 15 Roehrig, CT: Châtillon                                              |
| 5.  | Turchia            | Formazione: 1 Ekşi, 3 Doğruluk, 5 Yatgın, 8 Gökgöz, 9 Hacıoğlu, 10 Enaboifo, 12 Ünver, 13 Tosun, 15 Toy, 17 Ulu, 19 Bayraktar, 20 Cengiz, CT: Özkan                                                 |
| 6.  | Tunisia            | Formazione: 2 Kadhi, 3 Ben Slimene, 6 Miladi, 7 Karamosli, 8 Abdelhedi, 9 Agrebi, 10 Nagga, 12 Bennour, 13 Mbarki, 18 Bongui, 19 Bouguerra, 20 Hmissi, CT: Giacobbe                                 |
| 7.  | Grecia             | Formazione: 1 A. Chandrinos, 5 S. Chandrinos, 7 Petreas, 8 Tzioumakas, 11 Kasampalīs, 12 Voulkidīs, 13 Andreopoulos, 15 Raptīs, 16 Komītoudīs, 19 Mouchlias, 22 Linardos, 23 Chakas, CT: Boninfante |
| 8.  | Egitto             | Formazione: 1 El Sayed, 6 Hassan, 7 Ali, 8 Elhossiny, 10 Masoud, 13 Khater, 14 Morgan, 16 Soliman, 18 Shafik, 19 Mohamed, 21 Awad, 23 Omar, CT: Salem                                               |
| 9.  | Algeria            | Formazione: 1 Achouri, 2 Sofiane, 3 Kerboua, 6 Oumessad, 7 Kerboua, 8 Boudjemaa, 9 Hamimes, 11 Hosni, 16 Cherchali, 17 Tizit, 18 Soualem, 20 Bourouba, CT: Sennoun                                  |
| 9.  | Macedonia del Nord | Formazione: 2 Ǵ. Ǵorǵiev, 3 Aleksov, 4 N. Ǵorǵiev, 5 Milev, 6 Richliev, 7 Nakov, 11 Despotovski, 15 Madjunkov, 16 Iliev, 17 Kostikj, 18 Mihailov, 20 Savovski, CT: Pavličević                       |
| 9.  | Serbia             | Formazione: 1 U. Nikolić, 7 Polomac, 10 D. Nikolić, 12 Batak, 16 Stefanović, 19 Negić, 23 Vučićević, 24 Skakić, 25 Tadić, 28 Marinović, 34 Bajandić, 35 Rudić, CT: Žakić                            |